# Giuseppe Artale
Giuseppe Artale (Castello di Mazzarino, 29 agosto 1628 – Napoli, 11 febbraio 1679) è stato uno scrittore italiano.

## Biografia
Domenico Giuseppe Artale nacque nel castello di Mazzarino (paese in provincia di Caltanissetta) il 29 agosto del 1628 da famiglia nobile (il dato è certo in quanto è stato rinvenuto nel Libro dei Battesimi della Chiesa Madre di Mazzarino "S. M. Della Neve" durante alcune ricerche condotte nel 2007. L'unico margine d'incertezza è dato dal fatto che, per credo religioso, i bambini venivano battezzati durante un tempo massimo di tre giorni, dunque è proprio questo lasso di tempo che si deve tenere in considerazione per la stima dell'esatto giorno di nascita dell'autore, ciò non vale né per il mese né per l'anno della suddetta data). Figlio di Antonino e di Angela Artale, all'età di tre anni perse la madre e a nove il padre, venendo così affidato a uno zio tutore il cui nome rimane ancora oggi ignoto. Probabilmente il fatto di essere rimasto orfano in tenerissima età sviluppò in Artale il carattere combattivo che lo caratterizzò. Molti biografi hanno parlato di lui esaltandone le doti belliche e letterarie e si sa per certo che, in territorio germanico, era conosciuto come il Cavaliere Sanguinario (Der Blutgierige Ritter). Un evento cambiò la vita del giovane poeta: all'età di quindici anni commise il suo primo omicidio poiché un uomo, che secondo Ferruggia era un suo coetaneo, dopo aver osservato la spada del poeta esclamò: «E brava, non possa mai far danno a carne battezzata!». Fu così che Artale, lasciati tutti i suoi beni a una parente per far sì che il nome della sua famiglia non fosse perduto con la mancanza di un matrimonio, scappò dal paese natale per rifugiarsi in un Convento di padri Gesuiti dove, per circa due o tre anni, studiò Filosofia. Abbandonato anche questo luogo, Artale si arruolò spontaneamente nell'Ordine Militare e Religioso dei Cavalieri di San Giovanni di Gerusalemme e, con una trireme, giunse a Candia, che era a quei tempi assediata dai Turchi. In quel luogo iniziò la leggenda del poeta del quale Caballone narra le eroiche gesta. Lì Artale acquistò onori e glorie tanto che gli fu tributato il diploma di Cavaliere dell'ordine aureato costantiniano di S. Giorgio, titolo che gli consentì di aggiungere allo stemma di famiglia l'Aquila Bicipite Imperiale.
In tale periodo si ha notizia di una donna di nome Lidia, amante del poeta, che lo attendeva in Patria, ma di ciò non abbiamo conferme, Interligi afferma infatti: «È, insomma, un personaggio reale con cui il poeta ebbe una relazione, ma, biograficamente, è una figura abbastanza vaporosa e inafferrabile».
Dopo la guerra Artale si dedicò all'attività di scrittore, riversando nella Letteratura anche le proprie esperienze autobiografiche, come accade nel Cordimarte, romanzo eroico-cavalleresco che è considerato una delle sue maggiori opere. Viaggiò molto e giunto in territorio tedesco fu apprezzato nelle Accademie di scherma, acquistando il soprannome di "Cavaliere Sanguinario", e fu nominato Duce della Custodia del Principe Palatino Ernesto Augusto di Brunswick-Lüneburg.
Tornato in Italia continuò a viaggiare: Perugia, Venezia, Napoli. Principe dell'Accademia degli Erranti di Napoli intorno al 1660, Artale appartenne anche ad altre Accademie, come quella dei Delfici a Venezia, quella degli Infuriati e quella degli  Oziosi.
Nello stesso tempo Artale veniva considerato dai suoi contemporanei un poeta, uno spadaccino, un temerario e soprattutto un uomo in cui sopravvivevano i valori della cavalleria; Caballone infatti narra alcuni suoi duelli descrivendolo come un impavido che si muove sulla via dell'onestà; molte furono le leggende legate all'autore che gli valsero la nomina di Marte e Apollo. La sua fama era così grande che Troiano Spinelli, in punto di morte, donò al poeta la sua spada facendogli promettere di usarla.
Intorno al 1654 Artale si trovava a Napoli, forse fino al 1656, quando si allontanò dalla capitale partenopea a causa del dilagare della peste: questa tematica venne affrontata dall'autore in un sonetto molto famoso intitolato: La Bellezza Atterrata.
Nel 1658 alcune testimonianze lo videro a Perugia, dove pubblicò la sua Enciclopedia Poetica I Parte, mentre nel 1660 si trovava a Venezia dove pubblicò la seconda parte della stessa Enciclopedia Poetica, il sonetto La Bellezza Atterrata e il romanzo Cordimarte, nel 1661 pubblicò La Pasìfe ò vero l'Impossibile Fatto Possibile, drama per musica.
Biografi e varie testimonianze affermano che a circa quarant'anni l'autore si ammalò di podagra, chiragra e sifilide, le sue condizioni economiche peggiorarono, nel suo testamento, andato perduto, leggiamo (così come afferma U. Prota Giurleo): «Gioielli, vestiti ma praticamente nessun bene né mobile né immobile se non l'edizione delle opere sue in corso presso il Bulifon», dovette dunque abbandonare le armi come confermato da Caballone.
Durante il 1678-79 corresse tutte le sue opere e le mandò in stampa presso la tipografia di Antonio Bulifon, aggiunse a tali edizioni anche Guerra tra Vivi e Morti e L'Allor Fruttuoso presenti nell'ultima parte dell'Enciclopedia Poetica, dove l'autore dimostra di avere una visione cristiana della vita.
Si spense a Napoli nel 1679.

## Le ipotesi sulla sua sepoltura
Due sono le ipotesi più accreditate circa il mese e il luogo dei funerali: 
- Caballone afferma: «Il suo corpo fu seppellito onoratamente la domenica nella Ven. Chiesa di San Diego all'Ospedaletto dei Minori Osservanti in Napoli […] si celebrarono i suoi funerali a' 25 del mese di Marzo dalla nobilissima accademia degli Intricati di S. Domenico Maggiore».
- Pietro di Giorgio Ingala afferma però: «Sciolse la vita in Napoli a' 11 Febbraio 1679 e fu domandato, per dargli onorevole sepoltura nella Chiesa di San Domenico, dai frati osservanti di S. Francesco. […] a tant'uomo l'Accademia degli Intricati rese i funebri onori nel Maggiore Convento di San Domenico».

Anche in questo caso Artale non rinunciò alla sua estrosità tant'è che scrisse un Epitaffio a se Stesso che recitava: «Sparsi sangue ed Inchiostro». Si è provato a sciogliere il dubbio circa il luogo della sua sepoltura: nella Chiesa di S. Diego le lapidi antiche esistono ma l'usura del tempo, le guerre e la cattiva conservazione delle stesse non permettono un'esatta lettura delle epigrafi.

## Opere
L'opera più importante della prima parte della vita dell'A. è Pasife, ovvero L'impossibile fatto possibile (1661), melodramma d'intreccio amoroso-cavalleresco; dell'anno prima (1660) è il romanzo ("historia favoleggiata") Il Cordimarte (1660), uno dei più fortunati tra i romanzi scritti in area meridionale nel XVII secolo; del 1646, ma stampata nel 1661, è La bellezza atterrata, elegia in sesta rima sulla peste di Napoli dello stesso anno, dedicata a Guglielmo Leopoldo arciduca d'Austria. Praticamente tutta la sua opera poetica è stata riunita dallo stesso autore nella raccolta Enciclopedia poetica, continuamente arricchita e corretta tra il 1658 e il 1679, comprendente anche le Rime e la "tragedia di lieto fine" La guerra tra i vivi e i morti.
Famoso il verso di un suo sonetto su Maria Maddalena: Bagnar co' soli e rasciugar co' fiumi.

### Stampe antiche
1
Cordimarte
- 1660. Del Cordimarte historia favoleggiata... libri sei. In Venetia, per Francesco Storti. In-12°, [8 cc.,] 430 pp., front.
- 1679. Il Cordimarte... quinta impressione, corretto dall'autore stesso.... In Napoli, presso Antonio Bulifon. In-12°, [5 cc.,] 321 pp.

Poesie
- 1660. Poesie. Venezia, per Giacomo Batti.

Pasife
- 1661. La Pasife ò vero l'impossibile fatto possibile drama per musica. In Venetia, appresso Giacomo Batti in Frezaria. In-12°, 72 pp., front.
- 1661. La Pasife ò vero l'impossibile fatto possibile drama per musica. In Venetia, appresso Giacomo Batti in Frezaria. In-12°, 96 pp., front.

Alloro fruttuoso
- 1672. L'alloro fruttuoso.... In Napoli, per Novello De Bonis. In-12°, [8 cc.] 151 [-1] pp., front., rit.

Guerra tra i vivi e i morti
- 1679. La guerra tra i vivi e i morti, tragedia di lieto fine... prima impressione.... In Napoli, presso Antonio Bulifon. In-12°, [5 cc.,] 123 [-1] pp.

Le quattro intrepide
- 1667. Le quattro intrepide, canzone... [Sonetto e canzone di Federigo Meninni.]. In Napoli, per Andrea Colicchia. In-4°, 19 pp.

2
Enciclopedia poetica
- 1660. Della enciclopedia poetica, poesie del signor D. Giuseppe Artale, parte prima, seconda impressione... [Della enciclopedia poetica... parte seconda...]. In Venetia, appresso Giacomo Batti. 2 parti di 244 e 148 pp.
- 1663. Della enciclopedia poetica... Parte terza. In Venetia, appresso Francesco Armani. In-12°, [12 cc.] 71 pp.
- 1664. Enciclopedia poetica... terza impressione corretta... accresciuta.... In Venetia, appresso Giacomo Batti.
- 1664. Enciclopedia poetica... terza impressione corretta... accresciuta... [pubblicata da Francesco Marino]. In Venetia, per li Baba. In-12°, 48-454 pp, con rit.
- 1666. Della enciclopedia poetica, Venezia, ?
- 1679. Della enciclopedia poetica... Parte prima [-seconda]... quinta impressione.... In Napoli, presso Antonio Bulifon. In 12°, 2 parti di [10 cc.] 196 e [5 cc.] 201 pp.
- 1679. Della enciclopedia poetica, parte terza, overo l'Alloro fruttuoso... Seconda impressione, accresciuta dall'autore stesso.... In Napoli, presso Antonio Bulifon. In-12°, [6 cc.,] 201 pp.

### Edizioni moderne
- 1990. Il Cordimarte. A cura di Marzio Pieri. Parma, Università di Parma, Istituto di Filologia Moderna.
- 1990. Guerra tra vivi e morti. Tragedia di lieto fine. A cura di Anna Maria Razzoli Roio. Parma, Università di Parma, Istituto di Filologia Moderna.
- 2012. Artale in Cordimarte. A cura di Giuseppa Caminiti. Catania, Spazio Libri Ed.

### Biografia generale
- V.C. Caballone [C.A. Cabbles], Vita di Don Giuseppe Artale, in G. Artale dell'Enciclopedia Poetica, parte I, Napoli.
- Antonio Mongitore, Bibliotecha Sicula, Panormi, 1708, I.
- Salvatore Russo Ferruggia, Memorie Historiche dello Antichissimo Comune di Mazzarino, Trapani, P. Colajanni, 1857.
- Gesualdo Interligi, Studio su Giuseppe Artale, Catania, Muglia V., 1921.
- Franco Croce, G. Artale, in Dizionario Biografico degli Italiani, Roma, Treccani.
- U. Prota Giurleo, Il Cavaliere Artale, in «Fruidoro», nn. 3-4, marzo, aprile, 1955.